# Pero de Maeda
Pedro de Maeda, também referido como Pero de Maeda foi um arquiteto militar natural de Meruelo, na Cantábria.

## Biografia
Terá feito a sua formação em Portugal, possivelmente ao lado do seu conterrâneo, João de Castilho, com quem terá trabalhado nas obras do Mosteiro dos Jerónimos.
Terá vindo para a ilha de São Miguel, nos Açores, como sucessor e substituto de Manuel Machado, no cargo de mestre das obras de sua majestade e das obras de fortificação do porto de Ponta Delgada, em data incerta, mas seguramente antes de 1567. Entre as obras por que respondeu, destaca-se a Igreja da Misericórdia de Ponta Delgada.
A partir de 1568, com o falecimento de Tommaso Benedetto, assumiu, como "Mestre de Fortificação" a direção dos trabalhos do Forte de São Brás de Ponta Delgada, nela tendo trabalhado até deixar a ilha em 1580, momento em que a fortificação é considerada "de modo defensável".